# Ose (torrente)

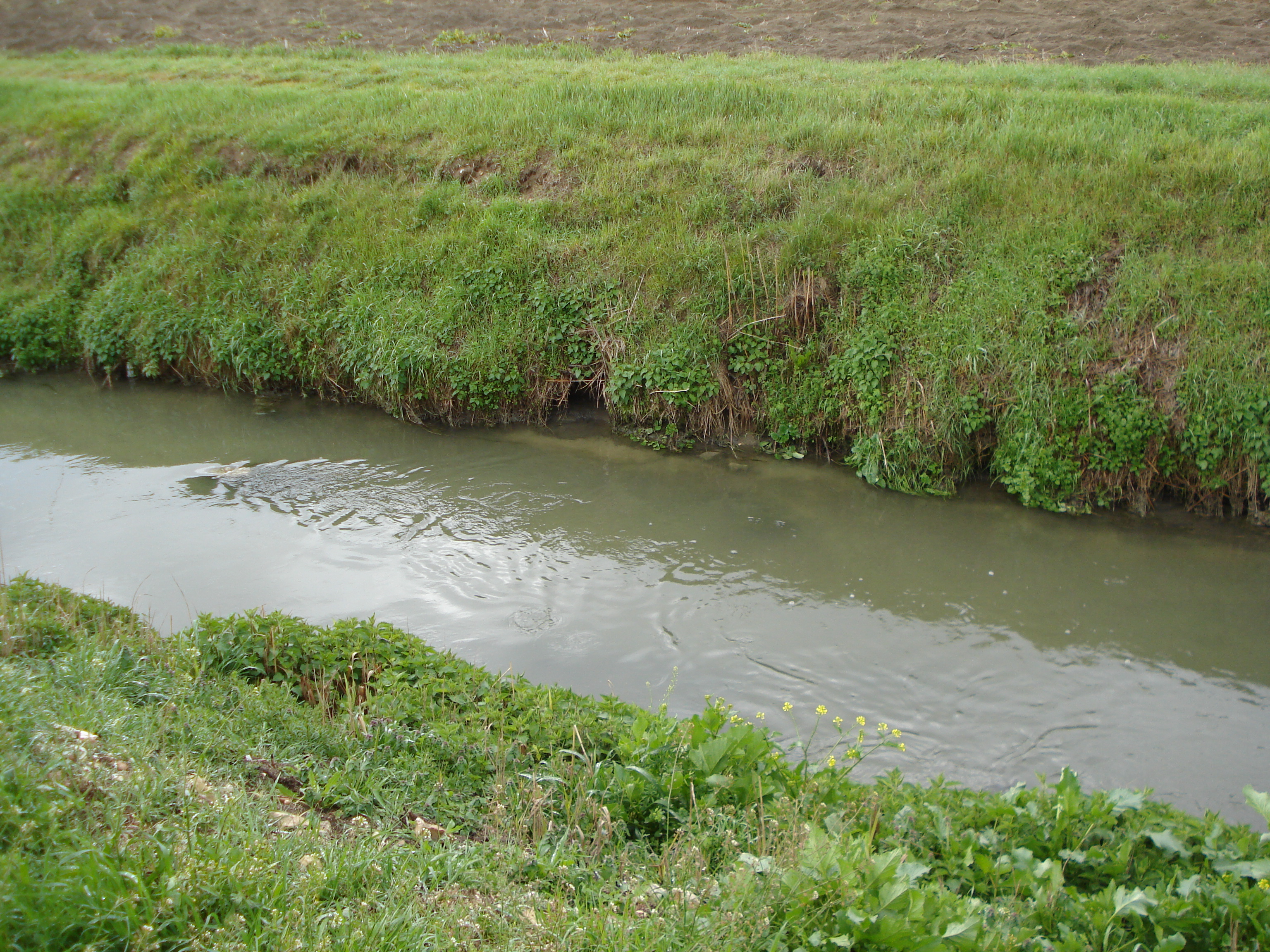
Torrente Ose

Il torrente Ose nasce nel comune di Spello e percorre i comuni di Assisi e Bettona. Lungo 10,2 chilometri, costituisce un affluente di destra del fiume Topino nei pressi di Passaggio di Bettona. Il torrente è stato giudicato di qualità "pessima" dall'Arpa Umbria.